# Szczecinki sternopleuralne
Szczecinki sternopleuralne (łac. chaetae sternopleurales) – rodzaj szczecinek występujący na tułowiu muchówek.
Szczecinki te osadzone są na płytce sternopleuralnej, powyżej nasady drugiej pary odnóży. Występują w liczbie od jednej do czterech. Często układają się w regularne trójkąty.